# ژوآو کارلوس مارچینس
ژوآوْ کارلوس مارچینس (پرتغالی: João Carlos Martins؛ تلفظ پرتغالی:[ʒoˈɐ̃w ˈkaɾlus maɾˈtʃĩs]؛ زادهٔ ۲۵ ژوئن ۱۹۴۰) نوازنده پیانو و رهبر ارکستر مشهور اهل برزیل است.
وی یکی از مترجمان بزرگ آثار پیانویی یوهان سباستیان باخ است و تک‌نوازی‌های متعددی در ارکستر سمفونیک‌های مشهور جهان از جمله فیلارمونیک لس‌آنجلس و ارکستر سمفونیک بوستون داشته است.
مارچینس در یکی از سفرهایش به بلغارستان مورد تهاجم اراذل و اوباش قرار گرفت و از ناحیه جمجمه و مغز آسیب دید و کارایی دست راستش را هم از دست داد. پس از درمان‌های متعدد، با استفاده از روش جدیدی از بیوفیدبک‌تراپی توانست تا حدی کارایی دست راست خود را بدست آورد و در سال ۱۹۹۶ میلادی در تالار کارنگی نیویورک به همراه «ارکستر سمفونیک آمریکا» قطعاتی از «موریس راول» و «آلبرتو خیناسته‌را» را اجرا کرد.
او دوباره در اوایل سال ۲۰۰۰ میلادی تحت عمل جراحی ترمیمی دست قرار گرفت که اینبار ناموفق بود و عملاً، دست راستش را از کار انداخت. اما مارچینس حاضر به بازنشستگی و کناره‌گیری از دنیای پیانو نشد و همچنان تا مدتی، با دست چپ و تنها یک انگشت از دست راست، به نوازندگی ادامه داد.
مدتها بعد، کارایی و حرکت دست چپ او نیز کاهش یافت و او مجبور شد نوازندگی را رها کند، اما همچنان به عنوان رهبر ارکستر به فعالیت‌های هنری‌اش ادامه داد.
در سال ۲۰۲۰ او با کمک یک جفت دستکش بیونیک توانست نوازندگی پیانو را پی گیرد. این دستکش‌ها را طراح صنعتی برزیلی «اوبیراتان بیزارو کوستا» به‌طور اختصاصی برای او طراحی کرده‌است.